# 維斯塔山 (華盛頓州)
維斯塔山（英語：Mount Vista）是美国华盛顿州克拉克县的一個普查规定居民点（CDP），華盛頓州立大學溫哥華分校位於此，2000年美國人口普查時人口為5,770人。
根據華盛頓州地區人均所得，巴伯頓在華盛頓州522個地區中排第39名，也是克拉克郡的最高位。